# 2011 en rugby à XIII
| Années du rugby à XIII : 2008 - 2009 - 2010 - 2011 - 2012 - 2013 - 2014    |
| Décennies du rugby à XIII : 1980 - 1990 - 2000 - 2010 - 2020 - 2030 - 2040 |

Cet article présente les faits marquants de l'année 2011 en rugby à XIII.

## Principales compétitions
- Championnat de France (du 2 octobre 2010 au 14 mai 2011)
- National Rugby League (du 11 mars au 2 octobre 2011)
- State of Origin (du 25 mai au 6 juillet 2011)
- Super League (du 12 février au 8 octobre 2011)
- Tournoi des Quatre Nations (du 28 octobre au 19 novembre 2011)
- Tournoi européen des nations (du 16 octobre au 5 novembre 2011)

## Événements

### Février
- 12 février : dans le Match des All Stars de la NRL, la NRL All Stars battent les Indigenous All Stars 28-12 à Gold Coast.
- 12 février : coup d'envoi de la Super League avec la rencontre opposant St Helens RLFC et les Wigan Warriors qui se clôt par un match nul 16-16 au Millennium Stadium de Cardiff.

### Mars
- 11 mars : coup d'envoi de la National Rugby League.

### Mai
- 6 mai : le City vs Country Origin se dispute à Albury, l'équipe Country s'impose 18-12 contre City.
- 25 mai : premier match du State of Origin, Queensland s'impose 16-12 contre la Nouvelle-Galles du Sud et mène la série 1-0.

### Juin
- 15 juin : deuxième match du State of Origin, la Nouvelle-Galles du Sud égalise dans la série 1-1 en battant le Queensland 18-8.

### Juillet
- 5 juillet : match décisif du State of Origin, le Queensland au terme d'un match relevé remporte la série 2-1 en battant la Nouvelle-Galles du Sud 34-24. Le Queensland remporte son sixième State of Origin d'affilée.

### Septembre
- 4 septembre : fin de la saison régulière de la National Rugby League remportée par le Melbourne Storm.
- 9 septembre : début des phases finales de la National Rugby League.
- 11 septembre : fin de la saison régulière de la Super League remportée par les Warrington Wolves.
- 16 septembre : début des phases finales de la Super League.

## Principaux décès
- 18 janvier : Duncan Hall, pilier international australien meurt à l'âge de 85 ans[1].
- 4 septembre : Dana Wilson, qui a joué notamment pour le Halifax RLFC, les Swinton Lions ainsi que les îles Cook, meurt dans un accident de voiture à l'âge de 28 ans[2].
- 28 octobre : Len Killeen joueur sud-africain ayant joué pour St Helens RLFC et les Balmain Tigers meurt à l'âge de 72 ans[3]
- 1er décembre : Arthur Beetson, joueur puis entraîneur de rugby à XIII, premier aborigène australien capitaine de l'équipe nationale d'un sport, décède à la suite d'une crise cardiaque à l'âge de 66 ans. Outre l'équipe d'Australie, il connaît également des sélections avec la Nouvelle-Galles du Sud et le Queensland dans les années 60 et 70[4].